# Schweizer Badmintonmeisterschaft 1991
Die Schweizer Badmintonmeisterschaft 1991 fand bereits vom 8. bis zum 9. Dezember 1990 in Burgdorf statt. Es war die 37. Auflage der nationalen Titelkämpfe im Badminton in der Schweiz.

## Medaillengewinner
| Disziplin    | Gold                                | Silber                              | Bronze                          |
| ------------ | ----------------------------------- | ----------------------------------- | ------------------------------- |
| Herreneinzel | Thomas Wapp                         | Thomas Althaus                      | Christian Nyffenegger           |
| Herreneinzel | Thomas Wapp                         | Thomas Althaus                      | Hubert Müller                   |
| Dameneinzel  | Bettina Villars                     | Doris Gerstenkorn                   | Sarah Häring                    |
| Dameneinzel  | Bettina Villars                     | Doris Gerstenkorn                   | Bettina Gfeller                 |
| Herrendoppel | Hubert Müller Christian Nyffenegger | Rémy Müller Thomas Wapp             | Uwe Knoller Dilip Wadhawan      |
| Herrendoppel | Hubert Müller Christian Nyffenegger | Rémy Müller Thomas Wapp             | Marcel Bucher Stephan Schneider |
| Damendoppel  | Silvia Albrecht Sarah Häring        | Liselotte Blumer Ursula Nyffenegger | Maja Baumgartner Karin Hegar    |
| Damendoppel  | Silvia Albrecht Sarah Häring        | Liselotte Blumer Ursula Nyffenegger | Valentine Ayer Francine Guerra  |
| Mixed        | Thomas Althaus Bettina Villars      | Stephan Dietrich Nicole Zahno       | Rémy Müller Valentine Ayer      |
| Mixed        | Thomas Althaus Bettina Villars      | Stephan Dietrich Nicole Zahno       | Claudio Corsi Jackie Fischer    |